# Pedro José Gomez Vadillo
Pedro Gomez (2 september 1962) is een Spaans voetballer die speelde als doelman.

## Carrière
Gomez speelde voor Standard Luik en RFC Sérésien.